# Faustin Twagiramungu
Faustin Twagiramungu est un homme politique rwandais hutu, naturalisé belge, né le 14 août 1945 dans la province de Cyangugu et mort le 2 décembre 2023. Il est Premier ministre du Rwanda de juillet 1994 à août 1995.

## Biographie
Étudiant à Québec durant les années 1960, il y fait la connaissance du futur premier ministre du Québec René Lévesque.
Son beau-père, Grégoire Kayibanda, est destitué en juillet 1973 par le président du Rwanda Juvenal Habyarimana, qui le fait ensuite condamner à mort, peine finalement commuée en prison à perpétuité.

### Opposant au président Juvénal Habyarimana
Opposant au régime dictatorial de Juvénal Habyarimana, il participe à la fondation du Mouvement démocratique républicain en 1991, en prend la direction en 1992. Au sein de son parti, il initie un courant « pro-FPR » et se déclare partisan d'une alliance avec le groupe armé du Front patriotique rwandais pour mettre fin à la dictature de Juvénal Habyarimana. 

### Accords d'Arusha et Premier ministre
En 1993, le Conseil des ministres le propose comme premier ministre d'un « gouvernement de transition à base élargie » prévu par les Accords d'Arusha, mais il doit attendre la chute du Hutu Power et la fin du génocide et de la guerre civile pour occuper ce poste dans le premier gouvernement post-génocide de juillet 1994 à sa démission en août 1995.  

### Opposition au président Paul Kagame et exil en Belgique
Il s'exile alors en Belgique. Il témoigne à la Mission d'information sur le Rwanda de l'Assemblée nationale en 1998. De retour au Rwanda, il se présente en tant que candidat indépendant à l'élection présidentielle du 25 août 2003 remportée par Paul Kagame et arrive deuxième sur trois candidats avec 3,62 % des voix. L'équité du scrutin est mise en doute, notamment par Amnesty International et Human Rights Watch. Ainsi, des membres du comité de soutien à Faustin Twagiramungu furent arrêtés la veille et certains ont subi des violences avant d'être relâchés. Contestant le résultat, il accuse le nouveau président de diriger un système de parti unique.
Son beau-père, Grégoire Kayibanda, est destitué en juillet 1973 par Juvenal Habyarimana, qui le fait ensuite condamner à mort, peine finalement commuée en prison à perpétuité. En 2010, Faustin Twagiramungu fonde le parti RDI (Rwandan Dream Initiative) ou Initiative du Rêve rwandais. Trois ans plus tard, il annonce son intention de retourner au pays pour y faire de la politique, mais le régime de Kigali lui barre l'entrée en lui refusant un passeport. Il présente son passeport belge, mais le régime de Kigali lui refuse le visa d'entrée. 
Il promet d'instituer un dialogue national (Rukokoma en Kinyarwanda) qui devrait fonctionner de la même façon que la Commission de Vérité et Réconciliation en Afrique du Sud.[réf. souhaitée]
Les détracteurs disent que l'alliance de Twagiramungu avec les FDLR est une compromission, FDLR étant associé depuis 1994 pour la plupart aux génocidaires fanatiques réfugiés en RDC, aux fins avouées d'une prise de pouvoir par la force. Cela reste contestable : selon les rapports de l'ONU, il ne resterait que 2 000 soldats FDLR[réf. nécessaire].